# Scotiabank Arena
La Scotiabank Arena, anteriorment conegut com a Air Canada Centre, és un pavelló multifuncional situat a Toronto, Ontario, al Canadà. És la pista de joc dels Toronto Maple Leafs de l'NHL, i dels Toronto Raptors de l'NBA. El seu nom s'ha agafat del seu principal patrocinador, el banc canadenc Scotiabank.

## Història
El disseny del pavelló es va realitzar pensant tant en l'hoquei sobre gel com en el bàsquet. Es va posar la primera pedra el 1997 i va ser inaugurat el 19 de febrer de 1999 com Air Canada Centre, i en 2018 va canviar el nom a Scotiabank Arena. El seu propietari és el mateix que el de l'equip de l'NHL dels Toronto Maple Leafs.

## Esdeveniments
Els esdeveniments més significatius que s'han realitzat en aquest pavelló són l'All Star de l'NHL el 2000 i la final del Campionat del Món d'Hoquei de 2004. A més, s'han realitzat infinitat de concerts de música, destacant-hi els de Kiss, Aerosmith, Bon Jovi, Guns N' Roses, Depeche Mode, David Bowie, Coldplay, O2, Paul McCartney, Radiohead, Madonna, The Rolling Stones, Elton John, Oasis, Shakira, Metallica, Iron Maiden, Red Hot Chili Peppers, Billy Talent i John Mayer.

## Galeria

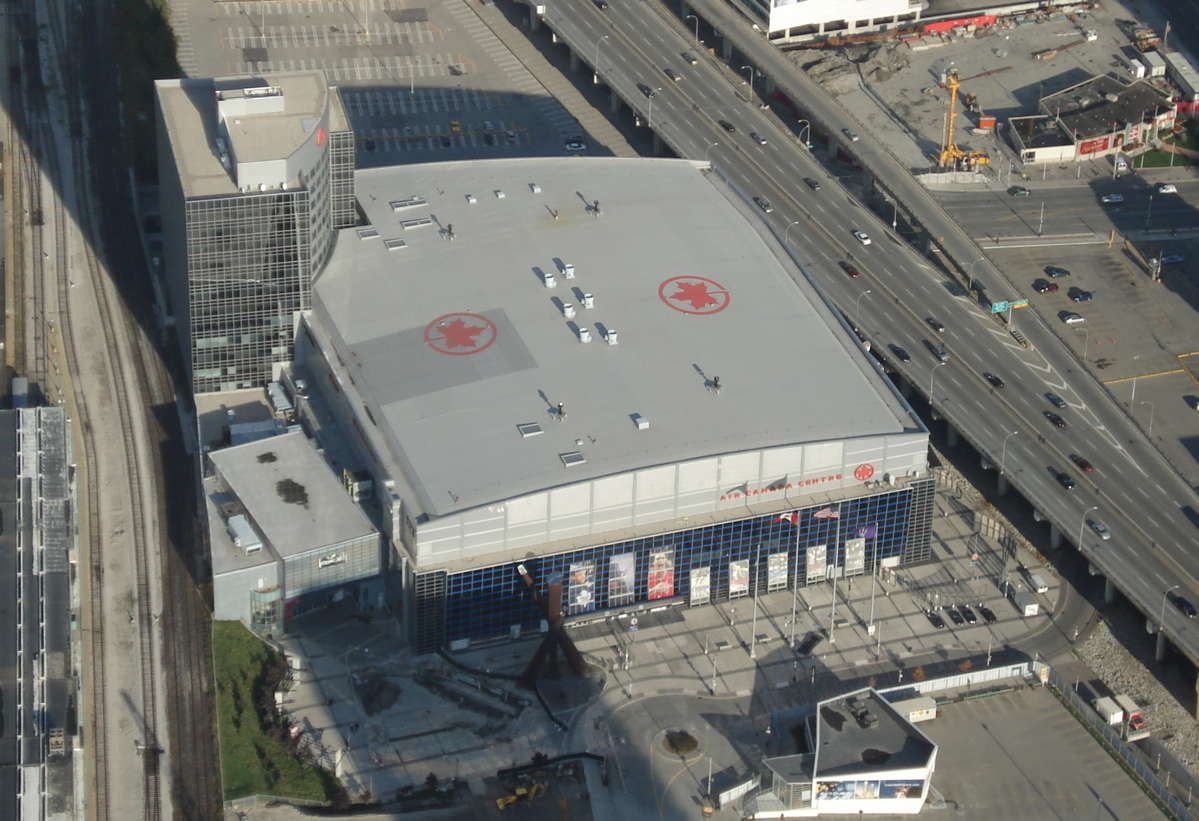
Scotiabank Arena vist des de la Torre CN
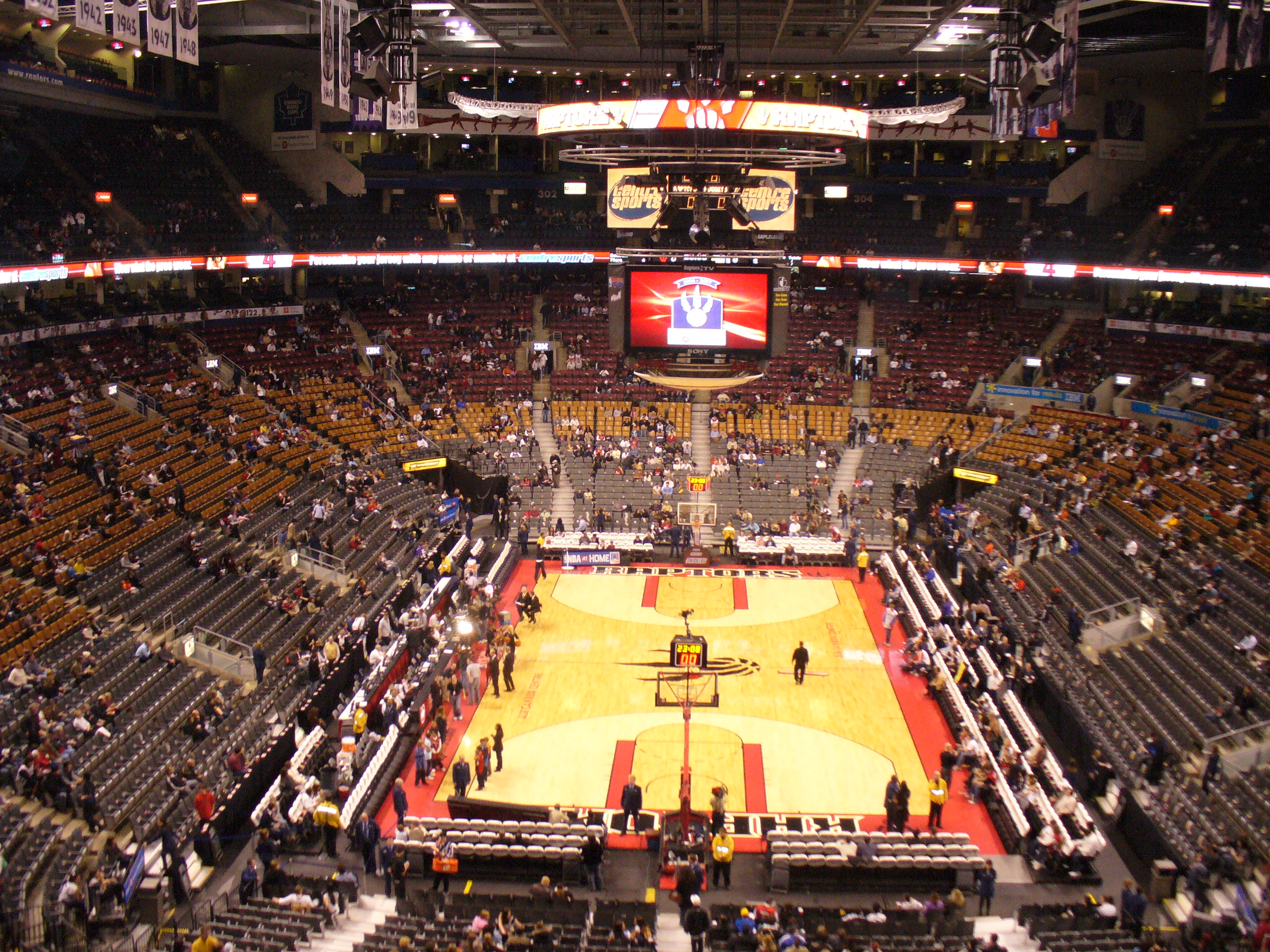
Scotiabank Arena
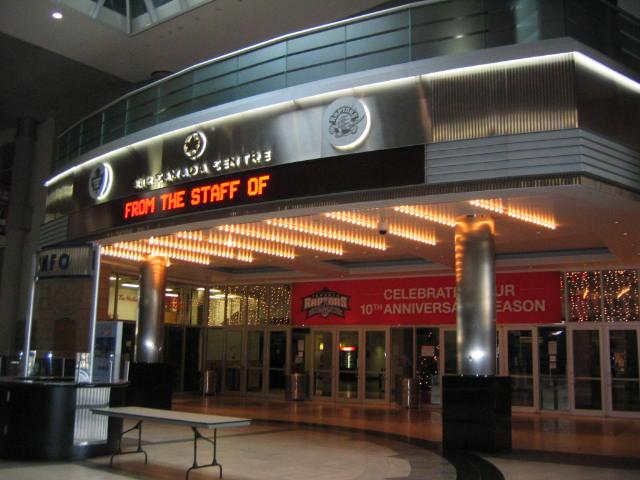
Interior del pavelló
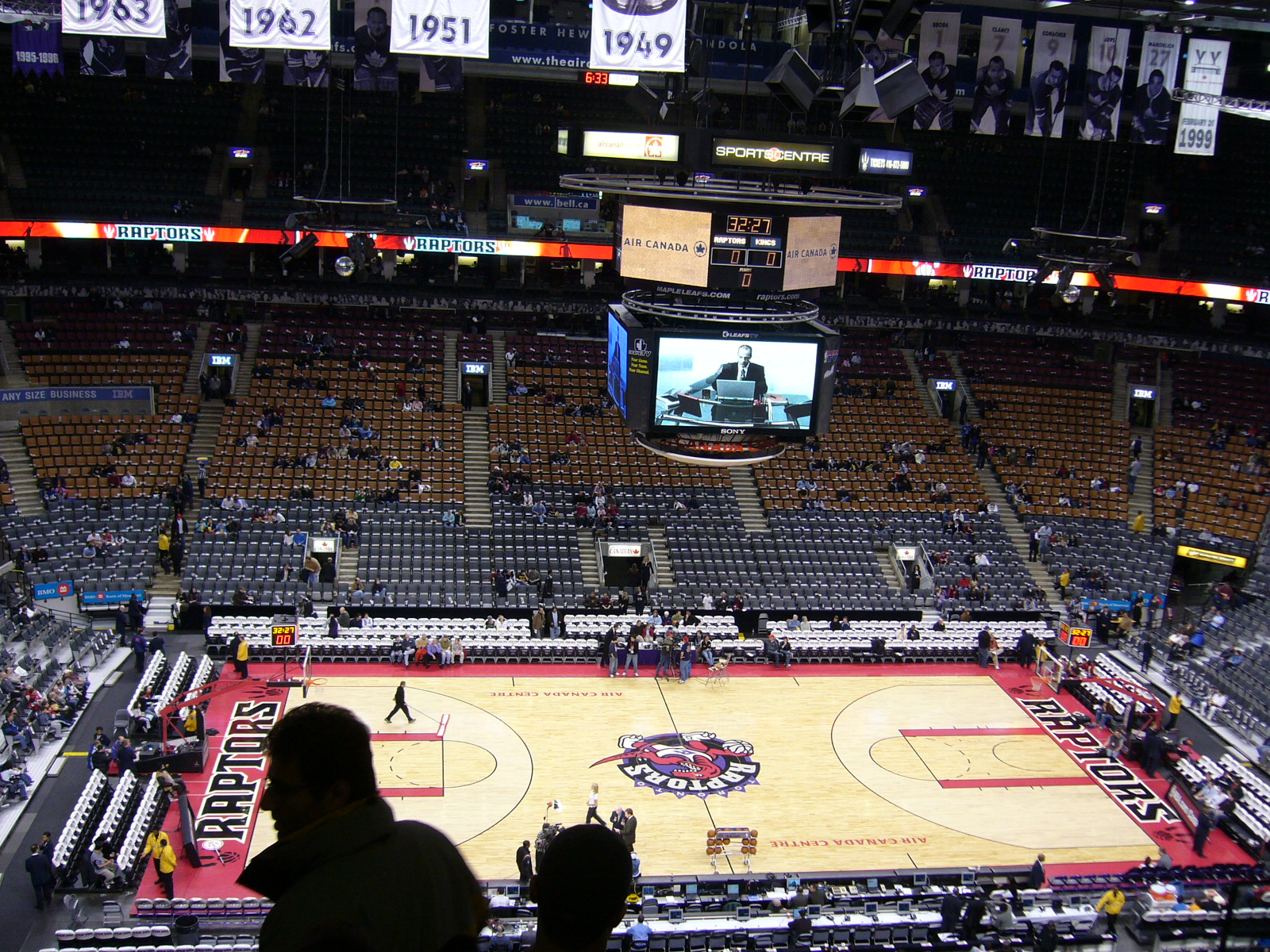
Pista dels Raptors